# Таньшина, Наталия Петровна
Ната́лия Петро́вна Та́ньшина (род. 4 июля 1974, Коломна, Московская область, СССР) — российский историк, специалист по истории Франции XIX века (истории международных отношений в XIX веке и русско-французским отношениям в XIX веке, истории дипломатии, проблемам имагологии, связанных с изучением взаимовосприятия французов и русских в XIX веке). Доктор исторических наук (2005), профессор (2013).
Одна из авторов «Новой Российской энциклопедии». Лауреат II степени конкурса имени А. Ф. Лосева на лучшую научную работу в области гуманитарных наук (филология, история, философия) (2010).
Профессор кафедры всеобщей истории Школы актуальных гуманитарных исследований (ШАГИ) Института общественных наук Российской академии народного хозяйства и государственной службы при Президенте Российской Федерации (с 2016) и главный научный сотрудник Научно-исследовательской лаборатории комплексных исторических исследований Института общественных наук Российской академии народного хозяйства и государственной службы при Президенте Российской Федерации (с 2016). Профессор кафедры новой и новейшей истории стран Европы и Америки исторического факультета Института истории и политики Московского педагогического государственного университета (с 2008). Ведущий научный сотрудник Лаборатории западноевропейских и средиземноморских исторических исследований исторического факультета Государственного академического университета гуманитарных наук (2018—2020). Доцент кафедры всеобщей истории факультета архивного дела Историко-архивного института Российского государственного гуманитарного университета (2002—2013).
Член Экспертного совета Высшей аттестационной комиссии при Министерстве образования и науки Российской Федерации по истории (с 2018).
Ведущая программы "Русофобия" на радио "Культура" (2024). С 2024 года — ведущий научный сотрудник Института международных исследований МГИМО.

## Биография
Родилась 4 июля 1974 года в Коломне.
В детстве увлекалась чтением западной классической литературы XIX века (Оноре де Бальзак, Виктор Гюго, Чарльз Диккенс, Александр Дюма-отец, Стендаль) и уже вспоследствии «поняла, что, видимо, не случайно мне выпал французский XIX в., а мои любимые писатели превратились в ценнейшие исторические источники, в живые свидетельства изучаемой эпохи», а «эта связь истории и литературы для меня всегда была важна, я ведь и перед самым поступлением в институт не знала, какой факультет выбрать, исторический или филологический (и опять-таки случай: мой учитель истории, Татьяна Александровна Янова, узнав о моих сомнениях, буквально закрыла меня в классе и строго внушила, чтобы я не делала глупостей и шла на истфак)».
В 1996 году с отличием окончила исторический факультет Коломенского педагогического института по специальности «история» с присвоением квалификации «учитель истории и социально-гуманитарных дисциплин». Среди её преподавателей был И. О. Князький, П. Е. Кряжев и А. В. Кулагин. Защитила две дипломные работы — по истории (тема: «Октябрь 1917-го: взгляд с Запада»; научный руководитель — Д. В. Ковалёв) и по политологии (тема: «Толпа как феномен политики: опыт компаративного анализа бихевиористской, неофрейдистской и марксистской парадигм»; научный руководитель — Р. Т. Мухаев). При этом она вспоминала, что «к концу пятого курса я для себя ещё чётко не решила, чем хочу заниматься, — мне предложили на выбор: поступать в аспирантуру в МПГУ и заниматься историей Франции или же поступать в аспирантуру в Коломне на кафедру политологии», и определиться с выбором Таньшиной помогла «Маргарита Анатольевна Толстая, мой преподаватель новой и новейшей истории в Коломенском педагогическом институте», которая «буквально передала меня из рук в руки профессору Ирине Аркадьевне Никитиной» на кафедру новой и новейшей истории Московского педагогического государственного университета.
В 1999—2002 годах — старший преподаватель Московского института повышения квалификации работников образования / Московского института открытого образования.
В 1999 году окончила аспирантуру Московского педагогического государственного университета и там же под научным руководством доктора исторических наук, профессора И. А. Никитиной защитила диссертацию на соискание учёной степени кандидата исторических наук по теме «Социально-политические взгляды и государственная деятельность Франсуа Гизо» (специальность 07.00.03 — всеобщая история (нового времени)); официальные оппоненты — доктор исторических наук А. В. Чудинов и кандидат исторических наук, доцент Д. А. Ростиславлев; ведущая организация — Московский государственный гуманитарный университет имени М. А. Шолохова.
В 2002—2005 годах — училась в докторантуре Московского педагогического государственного университета, где 2005 году защитила диссертацию на соискание учёной степени доктора исторических наук по теме «Политическая борьба во Франции по вопросам внешней политики в годы Июльской монархии» (специальность 07.00.03 — всеобщая история (новая история Запада)); научный консультант — доктор исторических наук, профессор Р. Г. Ланда; официальные оппоненты — доктор исторических наук, профессор А. В. Ревякин, доктор исторических наук, профессор И. Н. Селиванов и доктор исторических наук, доцент И. А. Шеин; ведущая организация — Дипломатическая академия МИД РФ.
В 2002—2013 годы — доцент кафедры всеобщей истории факультета архивного дела Историко-архивного института Российского государственного гуманитарного университета.
В 2007 году присвоено учёное звание доцента. В 2013 году присвоено учёное звание профессора.
С 1997 года — преподаватель, 2005 года — доцент, с 2008 года — профессор кафедры новой и новейшей истории стран Европы и Америки исторического факультета Института истории и политики Московского педагогического государственного университета.
С 2016 года — профессор кафедры всеобщей истории Школы актуальных гуманитарных исследований Института общественных наук Российской академии народного хозяйства и государственной службы при Президенте Российской Федерации и главный научный сотрудник Научно-исследовательской лаборатории комплексных исторических исследований Института общественных наук Российской академии народного хозяйства и государственной службы при Президенте Российской Федерации.
В 2018—2020 годах ведущий научный сотрудник Лаборатории западноевропейских и средиземноморских исторических исследований исторического факультета Государственного академического университета гуманитарных наук.
Преподавала в Московском государственном гуманитарном университете имени М. А. Шолохова и в Московском институте повышения квалификации работников образования.
С 2018 года — член Экспертного совета Высшей аттестационной комиссии при Министерстве образования и науки Российской Федерации по истории.
С 2024 года — ведущий научный сотрудник Института международных исследований МГИМО.
Член диссертационного совета Д 212.084.07 в Балтийском федеральном университете имени И. Канта (07.00.03 — всеобщая история (новая и новейшая история) исторические науки); 23.00.05 — политическая регионалистика. Этнополитика (политические науки).
Член редакционной коллегии рецензируемых научных журналов «Историческая экспертиза», «Наука. Общество. Оборона» и «Вестник Государственного социально-гуманитарного университета» серия «История и археология».
Автор более 200 научных работ.
Регулярно выступает как эксперт в разнообразных передачах российских СМИ, таких как радио «Спутник», телеканал «365 дней ТВ» и других.

## Научная деятельность
Занимается изучением истории Франции XIX века, истории международных отношений в XIX веке, русско-французскими отношениями в XIX веке, историей дипломатии, проблемами имагологии, связанными с изучением взаимовосприятия французов и русских в XIX веке. Считает себя «продолжателем дела наших известных франковедов, таких как П. П. Черкасов и А. В. Чудинов», отмечая, что у первого она «всегда училась добросовестному отношению к делу, научной честности, стилю письма», поскольку «пишет всегда предельно понятно, при этом глубоко научно, ярко, образно, увлекательно», а второй «для меня тоже пример работы со словом и текстом» и его труды «написаны так, будто это увлекательнейший роман, с коллизиями, драматическими завязками, интригами» и «при этом — высоконаучная работа», несмотря на то, что «казалось бы, историография — не самая увлекательная тема».
По собственному признанию в истории её «всегда привлекали люди», поскольку для неё «история — это, прежде всего, история людей», а «изучая одного персонажа, ты знакомишься с его окружением, коллегами, друзьями и врагами» и происходит «всё как в жизни». Так, занимаясь исследованием биографии Франсуа Гизо, Таньшина «познакомилась с Дарьей (или Доротеей) Христофоровной Ливен, урождённой Бенкендорф: дело в том, что княгиня Ливен на протяжении двадцати лет была постоянной спутницей жизни Гизо, так и не ставшей его официальной супругой» и «поскольку, как любой исследователь, я была увлечена своим персонажем, мне стало интересно узнать, чем же так привлекала Гизо русская княгиня?». В дальнейшем, «через своих „исторических друзей“», она обратилась к изучению жизни герцогини Курляндской Доротеи Саган.

## Отзывы
А. Г. Браницкий в рецензии на монографию «Самодержавие и либерализм: эпоха Николая I и Луи-Филиппа Орлеанского» отметил, что «это сугубо научное издание с тщательно разработанным научным аппаратом, обладающее, тем не менее, всеми свойствами добротного художественного текста» и что «новая книга Н. П. Таньшиной не только о международных отношениях, она о роли личности в истории, о значении стереотипов и эмоций в процессе принятия внешнеполитических решений, о ценностях умеренного самодержавия и либерально-консервативного орлеанизма». Кроме того, рецензент указал на то, что данная «монография молодого, но уже вполне зрелого в профессиональном отношении автора, возвещает в наш „постмодернистский век“ возврат к обновлённой классической методологии познания, к облагороженной и модернизированной форме неопозитивизма, а главное — к опоре на оригинальные источники, свидетельства очевидцев событий», также подчеркнув что «именно таким представляется „комплексный историко-культурный“ подход Н. П. Таньшиной, для которого характерны внимание к „мелочам“, методологический плюрализм, междисплинарность и желание отмежеваться от жёстких идеологических схем». И обратив внимание на то, что «конечно, временами бывает заметно, что автору духовно ближе либерализм, чем консерватизм и самодержавие», тем не менее, указал, что «в результате стремление к объективности всегда побеждает». Также он высказал мнение, что «рецензируемая книга читается легко, на одном дыхании, ибо насыщена яркими и запоминающимися образами, давно ушедшими картинами жизни дореформенной России и орлеанистской Франции» и что «монография хорошо сбалансирована по структуре: от двойного портрета монархов в первой главе читатель переходит к разбору политических сюжетов во второй, затем — к образам России, порождённым французами, к Парижу — и не только — глазами россиян (третья и четвёртая), и, что логично, к финалу и заключению». Браницкий отметил, что «особое внимание специалистов привлечёт обширный „Список источников“ и литературы, а также педантично составленный „Указатель“ имен» в то время как читатели найдут в этой книге «ценнейшие сведения о „культурном притяжении“ двух великих держав». При этом рецензент заметил, что «автор не закрывает глаза на постепенное развитие русофобии во Франции, что весьма актуально и в наши дни» и по её мнению в разжигании страстей немалую роль сыграл «польский вопрос», поскольку именно пропаганда проводившаяся настоящими польскими политическими эмигрантами, являвшимися выходцами из Российской империи, которые в большом количестве проживали во Франции после подавления польского восстания в 1830—1831 годы, взрастила образ России как, пишет Таньшина, «варварского, деспотичного государства, непосредственно угрожающего свободе европейцев». Рецензент указывает, что автору монографии «особенно удался сравнительный анализ личностей „Государя всея Руси“ Николая Павловича и „короля французов“ Луи-Филиппа Орлеанского» и что «в целом, Н. П. Таньшина, проводя компаративный анализ, неожиданно для читателя обнаруживает, что при всем внешнем различии и даже противоположности обоих монархов, между ними было очень много общего» Кроме того, Браницкий отметил, что «крайне интересны в монографии живописные портреты» таких исторических личностей, как граф Шарль-Андре Поццо ди Борго, барона Проспер де Барант и барон Поль де Бургоэн, поскольку «здесь особенно красноречивы детали». Так, Поццо изображён в книге в блике русского генерала, который в парижском салоне напевает и вальсирует вокруг стола из-за чего окружающие воспринимают принимают его как безумца. «Очень любопытен эпизод», по мнению автора рецензии, когда Бургоэн выступает в качестве успокоителя воинственного пыла российского императора, принудив его признать приход к власти Луи-Филиппа, поскольку дальше сюжет развивается таким образом, что на сцену выходят раз за разом «легенды, связанные с именами А. С. Пушкина, М. Ю. Лермонтова и П. Баранта». И следом Таньшина «выходит на актуальную проблематику политической русофобии и так называемых „журнальных войн“, спровоцированных публикацией книги А. де Кюстина о николаевской России, как предвестников современных информационных войн». В связи с этим Браницкий указывает на то, что автор книги «вполне обоснованно полагает, что уже в первой половине XIX в. пресса Франции приобрела значение настоящей четвёртой власти, а информационные (журнальные) войны вошли в политическую практику и сферу межгосударственных отношений», и что Таньшина «пытается — и не без успеха — ответить на „вечный“ вопрос: почему французы (как типичные представители Запада) не слишком любят Россию и часто воспринимают её как варварское деспотичное государство?» А подчеркнув, что «всё же образ Франции, созданный россиянами, гораздо привлекательнее», он приводит в качестве примера другую книгу Таньшиной — «Княгиня Ливен. Любовь, политика, дипломатия» — «пропитанную искренней любовью к своей героине». Кроме того со ссылкой на ещё одну книгу Таньшиной — «Франсуа Гизо: политическая биография» рецензент попутно указывает на то, что «в Париже прошли последние 22 года жизни княгини, там она сблизилась с французским министром и историком Ф. Гизо». Далее Браницкий отмечает что «и князь П. А. Вяземский, и В. М. Строев, и М. П. Погодин, и дипломат В. П. Балабин, по уверению автора, чувствовали себя в Париже достаточно уютно», делая вывод о том, что таким образом «вскрывается целый пласт „франкоязычной“ русской культуры». В то же время он обратил внимание на то что «опираясь на свидетельства А. Я. Панаевой, Н. П. Таньшина отмечает, что оказавшимся во Франции разночинцам из России (особенно тем, которые не жили на широкую ногу и имели проблемы с французским языком) вполне могло казаться, что русских недолюбливают» и сделал вывод о том, что «в целом же, на бытовом уровне особых антирусских предубеждений во Франции эпохи Луи-Филиппа Орлеанского наши соотечественники не замечали». Подытоживая свою рецензию Браницкий указывает что в заключении монографии автор «подводит итоги правления Николая I и Луи-Филиппа Орлеанского в исторической перспективе» и, как он отмечает, «по её мнению, они далеко не „однозначно негативные“: процессы, инициированные в России Николаем I, способствовали формированию экономических основ нового общества и национальной культуры, а правление „короля-буржуа“ Луи-Филиппа заложило основы современной Франции», а также что «Н. П. Таньшина рассматривает российско-французские отношения 1830—1848 гг. не только как первый опыт взаимодействия российского самодержавия и французского либерализма, но и как исторический пример возможности согласования национальных интересов и европейской безопасности в условиях многополярного мира, что сегодня особенно актуально». Общий вывод о данной работе Таньшиной он делает следующий: «Монография Н. П. Таньшиной, по её собственным словам, не претендует на всесторонний анализ политико-дипломатических отношений между Россией и Францией в годы правления Николая I и Луи-Филиппа. Однако она представляет собою замечательный очерк истории двусторонних отношений, прежде всего, на уровне общественных и культурных связей. В частности, в работе прекрасно прослеживается эволюция отношения к русским во Франции в 30-40-е годы XIX в. в зависимости от внешнеполитических действий России. Авторский стиль отличают внимание к деталям, тонкий психологизм и тщательная работа над характерами персонажей. В целом работа Н. П. Таньшиной, основанная на огромной источниковедческой базе и написанная прекрасным литературным языком, представляется исключительно своевременной и важной. Она будет полезна не только узким специалистам, но и широкому кругу читателей, всем, кто интересуется историей Франции и России, и, безусловно, займёт достойное место в отечественной историографии».
В. Ю. Карнишин в свою очередь высказал следующее мнение о монографии: «Научное исследование Н. П. Таньшиной представляет собой попытку предпринять компаративный анализ государственной деятельности Николая I и французского короля Луи-Филиппа Орлеанского. Автор отмечает определённую схожесть восприятия личностей обоих монархов. На французского короля общественное мнение возлагало вину за Революцию 1848 г. Проведение Великих реформ 1860—1870-х гг. давало основание консерваторам напоминать Александру II о заветах отца, а либералы старались внушать главе государства мысль о том, что пренебрежение общественным мнением и тотальное огосударствление страны может обусловить стагнацию и крах правительственной политики. Н. П. Таньшина указывает на то, что оба государственных деятеля потеряли своих отцов, один из которых был гильотинирован, а другой — убит в условиях дворцового переворота. Это не могло не наложить отпечаток на становление личных качеств и постоянное опасение за свою жизнь и жизнь своих семей. Практика путешествий обоих государственных деятелей расширяла кругозор будущих монархов. Вместе с тем, они не рассчитывали на высшую власть в своих странах, хотя были подготовлены к государственной деятельности. Представляется, что небезынтересны выводы о том, что период правления обоих монархов — период взаимодействия русского самодержавия и французского либерализма. Личностные качества Николая I и Луи-Филиппа Орлеанского обусловили создание предпосылок для проведения системных реформ в России, а традиции конституционализма, парламентаризма, вошедшие в практику французской государственности, и поныне составляют основу развития этой страны».
П. П. Черкасов в предисловии «Дихотомия русофильства и русофобства» к монографии Н. П. Таньшиной «Русофилы и русофобы: приключения французов в николаевской России» отметил, что данная работа «посвящена одной из наиболее острых и одновременно слабо разработанных тем в историографии российско-французских (точнее — франко-российских) отношений» и является «серьёзной по постановке проблемы, обстоятельной по насыщенности привлечённым материалом и, вместе с тем, изящно написанной», а сама автор, которую рецензент считает «ведущим специалистом по истории Июльской монархии», как и в прежних исследованиях, «подтвердила и свою репутацию знатока николаевской эпохи (1825—1855)». Указав на то, что для историка, который занимается исследованием двухсторонних отношений каких-либо стран крайне важным является умение свободно разбираться во всех тонкостях обстоятельств во внутренней политике обоих государств в рассматриваемый им исторический период. В связи с этим Черкасов считает, что «Н. П. Таньшина, будучи специалистом-франковедом, за последние годы успешно „освоилась“ и в николаевской России, что придаёт её исследованию необходимую убедительность и историческую достоверность». В ходе своего исследования Таньшина выяснила, что тот значительных успех, каким пользовалась книга маркиза Астольфа де Кюстина «Россия в 1839 году», которую рецензент назвал «неувядающим символом французской (и вообще западной) русофобии с 1840-х годов вплоть до наших дней», привёл к «уходу в тень» целого ряда прочих работ по русскому вопросу написанных современниками маркиза, большая часть которые даже никогда не была переведена на русский язык, а многие другие оказались в забвении в самой Франции. Поэтому Черкашин отмечает, что «автор провела кропотливую поисковую, реставраторскую и аналитическую работу, став первопроходцем на этом историографическом направлении». Так ей были возвращены из «историографического небытия» и подвернуты научной оценке незаслуженно забытые книги и публикации 1820—1840-х годов таких французских авторов, как барон Проспер де Барант, принцесса Матильда Бонапарт, Орас Верне, Нестор Консидеран, граф Поль де Жюльвекур, Фредерик Лакруа, Леузон Ле Дюк, Ксавье Мармье, Адель Оммер де Гелль и Шарль де Сен-Жюльен. По мнению рецензента благодаря выстраиванию упомянутых публикаций в исследовательский ряд и расположению их по признаку профессиональной-политической принадлежности, как то «дипломаты, учёные, обычные путешественники — легитимисты, орлеанисты, бонапартисты», автору монографии удалось «создать объёмную и непривычную для подготовленного читателя картину представлений о николаевской России во Франции», непривычность которой, в первую очередь, заключается «в том, что она разрушает устоявшееся представление об исключительно негативном восприятии России, навязанном французскому обществу книгой Кюстина», поскольку оказалось, что даже в тогдашнюю Россию времён правления императора Николая I, по оценке Черкасова — «самую, пожалуй, неблагоприятную для развития российско-французских отношений», имел место быть иной «более взвешенный, в чём-то даже позитивный, взгляд на „царство фасадов“, каким увиделась Россия маркизу-путешественнику». А, кроме того, внимательный читатель сможет понять, как так получилось, что «позитивные представления о России не могли тогда укорениться во французском общественном сознании». В целом, в качестве главного достижения Таньшиной Черкасов указывает на создание «этой многоплановой картины», подчеркивает умение историка «увлекательно рассказать о серьёзных вещах» и считает, что её монография представляет собой «интересное и серьёзное научное исследование», которое по его убеждению, «не останется незамеченным специалистами и будет востребовано более широкой читательской аудиторией».

## Награды
- Лауреат II степени конкурса имени А. Ф. Лосева на лучшую научную работу в области гуманитарных наук (филология, история, философия) (2010)[7].

## Научные труды

### Монографии
- Таньшина Н. П. Франсуа Гизо: теория и практика французского умеренного либерализма. — М.: Издательство научно-образовательной литературы РЭА, 2000. — 240 с.
- Таньшина Н. П. Политическая борьба во Франции по вопросам колониальной политики в годы Реставрации и Июльской монархии. — М.: Прометей, 2002. — 136 с.
- Таньшина Н. П. Политическая борьба во Франции по вопросам политики в Испании в 1815—1848 гг. — М: Спутник +, 2002. — 51 с.
- Таньшина Н. П. Политическая борьба во Франции по вопросам внешней политики в годы Июльской монархии" Орлеанского / Министерство образования и науки Российской Федерации, Московский педагогический государственный университет. — М.: Прометей, 2005. — 511 с. ISBN 5-7042-1451-7
- Таньшина Н. П. Княгиня Д. Х. Ливен. Любовь, политика, дипломатия. — М.: Товарищество научных изданий КМК, 2009. — 298, [5] с. 1000 экз. ISBN 978-5-87317-486-7
- Черкасов П. П., Таньшина Н. П., Намазова А. С., Фёдорова М. М. Последние короли Франции. Меж двух смут. — М.: АСТ-Пресс, 2012. — 127 с. (Путеводитель по истории мира) (Большой исторический словарь : БИС). ISBN 978-5-462-01381-2
- Черкасов П. П., Рогинский В. В., Таньшина Н. П., Алешина О. И. Два Наполеона. Взлёт и падение. — М.: АСТ-Пресс, 2012. — 125 [2] с. (Путеводитель по истории мира) (Большой исторический словарь : БИС). ISBN 978-5-462-01365-2
- Таньшина Н. П. Жанна д’Арк. Подлинная история Орлеанской девы: учебное пособие. — М.: АСТ-Пресс Книга : Российское историческое общество, 2015. — 31, [2] с. — (Путеводитель по истории мира) (Большой исторический словарь : БИС). — 6000 экз. — ISBN 978-5-462-01799-5
- Таньшина Н. П. Талейран. Гений дипломатии. — М.: АСТ-Пресс Школа, 2014. — 127 с. (Путеводитель по истории мира) (Большой исторический словарь : БИС). 6000 экз. ISBN 978-5-94776-906-7
- Таньшина Н. П. Франсуа Гизо: Политическая биография. — М.: МПГУ, 2016. — 363 с. 1000 экз. ISBN 978-5-4263-0312-6
- Таньшина Н. П. Самодержавие и либерализм : эпоха Николая I и Луи-Филиппа Орлеанского / Государственный академический университет гуманитарных наук. — М.: РОССПЭН, 2018. — 333, [1] с. 1000 экз. ISBN 978-5-8243-2243-9
- Таньшина Н. П. Восстание в Вандее 1832 года или авантюра герцогини Беррийской. — СПб.: Евразия, 2020. — 160 с.
- Таньшина Н. П. Шарль-Андре Поццо ди Борго: корсиканская тень Наполеона. — СПб.: Евразия, 2020. — 160 с.
- Таньшина Н. П. Русофилы и русофобы: приключения французов в николаевской России. — СПб.: Евразия, 2020. — 352 с. 1000 экз. ISBN 978-5-8071-0508-0
  - «Россия — изъеденный червями эшафот»: история одного памфлета
- Россия в системе международных отношений накануне и в годы Первой Мировой войны / ответственный редактор А. О. Чубарьян; Институт всеобщей истории РАН. Т. 2 : Россия и союзники / Н. П. Таньшина, Е. В. Романова, В. И. Журавлёва и др. — М.: Международные отношения, 2020. — 606, [1] с. — 1000 экз. ISBN 978-5-7133-1648-8 ISBN 978-5-7133-1646-4
- Таньшина Н. П. Наполеон Бонапарт: между историей и легендой / Ред. Л. А. Галаганова. — М.: Евразия, 2020. — 224 с. — (Parvus Libellus). — ISBN 978-5-8071-0468-7.
- Таньшина Н. П. К. В. Нессельроде. Искусство быть дипломатом / Российская академия народного хозяйства и государственной службы при Президенте Российской Федерации. — СПб.: Евразия, 2021. — 350, [1] с. ISBN 978-5-8071-0545-5 : 1000 экз.
- Таньшина Н. П. Княгиня Ливен. Нетитулованная королева европейской дипломатии. — СПб.: Евразия, 2021. — 334 с.
- Таньшина Н. П. Людовик XIV: золотая клетка Версаля. — СПб.: Евразия, 2022. — 192 c. 1500 экз. ISBN 978-5-8071-0571-4

- Таньшина Н.П. Страшные сказки о России. Классики европейской русофобии и не только. — СПб.: Питер, 2023.—256 с. ISBN 978-5-00116-918-5
- Таньшина Н.П. Русофобия. История изобретения страха. — М.: Концептуал, 2023. — 496 с. ISBN 978-5-907624-82-5
- Таньшина Н.П. Добрые сказки о России, или любовь по-французски.  — СПб.: Питер, 2024. — 320 с. ISBN 978-5-00116-539-2

### Статьи
на русском языке
- Таньшина Н. П. Июльская монархия глазами российского посла во Франции К. О. Поццо ди Борго // Россия и Франция XVIII—XX века. 1995. — С. 139.
- Таньшина Н. П. Франсуа Гизо и его мемуары // Научные труды МПГУ. Серия: Социально-исторические науки. Сб. статей. — М: Прометей, 1999. — С. 197—205
- Таньшина Н. П. Франсуа Гизо — защитник прав человека // Право на свободу. Материалы международной конференции 29-30 октября 1998 г. «История Борьбы за свободу в XVII—XX вв. (к 50-летию одобрения генеральной ассамблеей ООН Всеобщей декларации прав человека)». — М.: РГГУ, 2000. — С. 197—204.
- Таньшина Н. П. Осложнение франко-русских отношений в связи с польским восстанием 1830 г. // Исторические чтения КГПИ. Выпуск первый. — Коломна, 2001. — С. 12-16.
- Таньшина Н. П. Политическая борьба во Франции накануне алжирской экспедиции 1830 г. // Исторические чтения КГПИ. Выпуск второй. — Коломна, 2002. — С. 8-11
- Таньшина Н. П. Осложнение франко-английских отношений в связи с событиями в Марокко в начале 40-х гг. XIX в. // Научные труды МПГУ. Серия: Социально-исторические науки. Сб. статей. — М: Прометей, 2001. — С. 240—246.
- Таньшина Н. П. Политика Франции в Алжире в 40-е гг. XIX в. // Современные гуманитарные исследования. Сборник научных статей. — М.: Изд-во научно-образователыюй литературы РЭА, 2001. — С. 103—131.
- Таньшина Н. П. Франсуа Гизо в борьбе за заключение договора о праве осмотра // Сборник научных статей. — М.: Изд-во научно-образовательной литературы РЭА, 2001. — С. 131—143.
- Таньшина Н. П. Франко-русские отношения после Июльской революции 1830 г. во Франции // Гуманитарий. История и общественные науки (сборник научных трудов). Выпуск I. — М., 2001. — С. 19-22.
- Таньшина Н. П. Политическая борьба во Франции в связи с оккупацией Кракова австрийскими войсками. // Объединённый научный журнал. — М., 2001. — № 22. — С. 25-29.
- Таньшина Н. П. Политика Франции в Океании и политическая борьба во французском обществе в связи с «делом Притчарда» в 40-е гг. XIX в. // Гуманитарные исследования. Альманах. Уссурийск, 2001. — № 5. — С. 291—301
- Таньшина Н. П. Русско-французские отношения в годы Июльской монархии // Россия и Франция XVIII—XX века. — М.: Наука, 2002. — С. 115—142
- Таньшина Н. П. Франсуа Гизо о политике Франции на Востоке в преддверии восточного кризиса 1839-1841 гг. // Научные труды МПГУ. Серия: Социально-исторические науки. Сб. статей. — М: Прометей, 2002. — С. 205—210.
- Таньшина Н. П. Франсуа Гизо о политике Франции в Алжире в годы Июльской монархии // Аспирант и соискатель. — М., 2002. — № 2. — С. 9-11.
- Таньшина Н. П. Политическая полемика во Франции в связи с польским восстанием 1830 г. // Гуманитарий. История и общественные науки (сборник научных трудов). Выпуск IV. — М., 2002. — С. 192—197
- Таньшина Н. П. Адольф Тьер о политике Франции в Алжире в 30-е гг. XIX в. // Вопросы гуманитарных наук. — М., 2002. — С. 32-33.
- Таньшина Н. П. Маршал Клозель о политике Франции в Алжире // Гуманитарий. История и общественные науки (сборник научных трудов). Выпуск III. — М., 2002. — С. 114—119.
- Таньшина Н. П. Политическая борьба во Франции по вопросу создания франко-бельгийского таможенного союза (30-40-е годы XIX века) // Научные труды МПГУ. Серия: Социально-исторические науки. Сб. статей. М: Прометей, 2003. — С. 215—223
- Таньшина Н. П. Политическая борьба во французском парламенте по вопросам восточной политики в годы Восточного кризиса 1839—1841 годов // Международная научная конференция "Россия и Запад в XVI1-XX вв.: история, взаимоотношения, интеграция. Рязань, 21-23 апреля 2003. — С. 114—116
- Таньшина Н. П. Завоевание Алжира и политическая полемика во Франции в 40-е гг. XIX века // Восточный архив. — № 11-12. — 2004. — С. 53-58.
- Таньшина Н. П. Либерально-консервативный синтез: политико-философский аспект (на примере французского либерализма первой половины XIX века) // Философские исследования. — 2004. — № 2. — С. 26-44.
- Таньшина Н. П. Принцип невмешательства и его интерпретация французскими либералами в годы Июльской монархии // Научные труды МПГУ. Серия: Социально-исторические науки. Сб. статей. — М: Прометей, 2004. — С. 211—217
- Таньшина Н. П. Король французов Луи Филипп Орлеанский // Преподавание истории в школе. — № 1. — 2005. — С. 8-12
- Таньшина Н. П. Новое в изучении и преподавании внешней политики Франции в годы Июльской монархии (1830—1848) // Наука и школа. — № 2. — 2005. — С. 29-33
- Таньшина Н. П. Д. Х. Ливен — Ф. Гизо: к истории взаимоотношений России и Франции в годы Июльской монархии // Россия и Франция XVIII—XX века. — М: Наука, 2005. — С. 74-96
- Таньшина Н. П. Июльская монархия во Франции в исторической науке: интерпретация и реинтерпретация // Научные труды МПГУ. Серия: Социально- исторические науки. Сб. статей. — М: Прометей, 2005. — С. 276—284
- Таньшина Н. П. Социальная философия французского классического либера- лизма (первая половина XIX века) // Философские исследования. М., 2005. — С. 20—38
- Таньшина Н. П. Княгиня Дарья Ливен и Франсуа Гизо: из истории русско-французских отношений в годы Июльской монархии // Россия и Франция XVIII—XX века. — 2005. — № 3. — С. 74-96.
- Таньшина Н. П. Сирия или война? Сирийский вопрос как индикатор внешнеполитического курса орлеанистов в годы Июльской монархии // Международные отношения в исследовательских практиках и преподавании всеобщей истории. Тезисы межвузовского круглого стола: памяти профессора ИАИ М. Т. Панченковой. Федеральное агентство по образованию, Государственное образовательное учреждение высшего профессионального образования «Российский государственный гуманитарный университет», Историко-архивный институт, Кафедра всеобщей истории. 2006. С. 34-38.
- Таньшина Н. П. Июльская монархия во Франции // Преподавание истории в школе. — 2006. — № 4. — С. 16-24.
- Таньшина Н. П. Июльская монархия глазами российского посла во Франции К. О. Поццо ди Борго // Россия и Франция XVIII—XX века. 2006. № 7. С. 138—150.
- Таньшина Н. П. Доротея, сестра Бенкендорфа она же Дарья Ливен, княгиня от дипломатии // Родина. 2007. № 10. С. 51-57.
- Таньшина Н. П. Дарья Христофоровна Ливен // Вопросы истории. — 2007. — № 11. — С. 35—51
- Таньшина Н. П. Карл Осипович Поццо ди Борго // Вопросы истории. — 2008. — № 4. — С. 67-85
- Таньшина Н. П. Корсиканец на русской службе, или куда приводит вендетта // Родина. 2008. № 4. С. 58-63.
- Таньшина Н. П. Княгиня Дарья Ливен: нетитулованная королева европейской дипломатии // Историк и художник. — 2008. — № 3. — С. 127—140.
- Таньшина Н. П. Русско-французские отношения и восточный вопрос в 1830—1840-е годы // Россия и Франция XVIII—XX века. — 2008. — № 8. — С. 148—165.
- Ожеро К., Таньшина Н. П. Учреждение первого консульства Франции в Санкт-Петербурге в 1717 году // Россия и Франция XVIII—XX века. — 2008. — № 8. — С. 9-30.
- Таньшина Н. П. Франко-английское соперничество в Испании в годы Июльской монархии // Французский ежегодник. — 2008. — Т. 2008. — С. 172—200.
- Таньшина Н. П. Русский кисель на немецкой закваске: неофициальный портрет Карла Нессельроде // Родина. — 2009. — № 5. — С. 75-79
- Таньшина Н. П. Княгиня Д. Х. Ливен и император Николай I // Новая и новейшая история. — 2009. — № 4. — С. 130—149.
- Таньшина Н. П. Луи Филипп Орлеанский // Вопросы истории. — 2009. — № 9. — С. 37-56
- Таньшина Н. П. Россия барона де Баранта (Начало) // Родина. — 2009. — № 11. — С. 55-57
- Таньшина Н. П. Россия барона де Баранта (Окончание) // Родина. — 2009. — № 12. — С. 119—121 ISSN 02357089
- Таньшина Н. П. «Заметки о России» французского дипломата барона де Баранта // Новая и новейшая история. — 2010. — № 2. — С. 184—204.
- Таньшина Н. П. От третьего сословия к среднему классу: анализ социально-политической концепции Франсуа Гизо // CLIO-SCIENCE: Проблемы истории и междисциплинарного синтеза. Сборник научных трудов. Москва, 2011. С. 152—159.
- Таньшина Н. П. Франсуа Гизо в русской публицистике середины XIX века // Россия и Франция XVIII—XX века. 2011. № 10. С. 140—165.
- Огенюис-Селиверстофф А., Таньшина Н. П. Жизнь и смерть генерала Н. Д. Селивестрова // Россия и Франция XVIII—XX века. 2011. № 10. С. 166—206.
- Лиштенан Ф. Д.[фр.], Таньшина Н. П. «Новая Сербия» — вызов Украине // Россия и Франция XVIII—XX века. 2011. № 10. С. 31-40.
- Таньшина Н. П., Лавренова А. В. Работы по истории отношений России и Франции, опубликованные на русском языке в 2009—2010 годах // Россия и Франция XVIII—XX века. 2011. № 10. С. 335—341.
- Таньшина Н. П. Посольство барона де Баранта в России в 1835—1841 гг., по воспоминаниям французского дипломата // Россия и Франция XVIII—XX века. 2011. № 10. С. 83-120.
- Таньшина Н. П. Революция от скуки: или Как французы изменили своей традиции не устраивать революции зимой // Родина. — 2012. — № 3. — С. 78-81 ISSN 02357089
- Таньшина Н. П. Наполеоновские войны в истории Европы и России. Взгляд через два века (Начало) // Наука и жизнь. — 2012. — № 7. — С. 16-25 ISSN 00281263
- Таньшина Н. П. Наполеоновские войны в истории Европы и России. Взгляд через два века (Окончание) // Наука и жизнь. — 2012. — № 8. — С. 28-39 ISSN 00281263
- Таньшина Н. П. Французская революция 1848 года по дипломатическим донесениям российского временного поверенного в делах Н. Д. Киселёва // Новая и новейшая история. — 2012. — № 5. — С. 74-92.
- Таньшина Н. П. Король французов Луи-Филипп Орлеанский: штрихи к портрету (по дипломатическим донесениям российского посла во Франции графа К. О. Поццо ди Борго) // Вестник РГГУ. Серия: История. Филология. Культурология. Востоковедение. — 2012. — № 9 (89). — С. 133—145.
- Таньшина Н. П. Протекционизм или свобода торговли? К вопросу об экономической политике Франции в годы Июльской монархии // CLIO-SCIENCE : проблемы истории и междисциплинарного синтеза. сборник научных трудов. Москва, 2012. С. 135—141.
- Таньшина Н. П. Восемь лет без права переписки: Николай I и княгиня Ливен // Родина. — 2013. — № 3. — С. 41-44 ISSN 02357089
- Таньшина Н. П. «Фальшивая» июльская монархия и «фасадная» Россия. XIX век. К истории взаимоотношений России и Франции // Наука и жизнь. — 2013. — № 4. — С. 63-71 ISSN 00281263
- Таньшина Н. П. Орлеаны и орлеанисты в оппозиции (1848—1858 годы). По материалам российского посла во Франции графа П. Д. Киселёва // Новая и новейшая история. — 2013. — № 4. — С. 172—187.
- Таньшина Н. П. Граф Ж.-Ж. де Селлон — глашатай европейского пацифизма // Новая и новейшая история. — 2013. — № 6. — С. 101—115.
- Таньшина Н. П. Граф Ж.-Ж. де Селлон и борьба за отмену смертной казни // Вестник РГГУ. Серия: История. Филология. Культурология. Востоковедение. — 2013. — № 13 (114). — С. 144—160.
- Таньшина Н. П. Он отстаивал право на жизнь // Наука и жизнь. — 2014. — № 8. — С. 30-36
- Таньшина Н. П. Франция в годы Восточного кризиса 1839—1841 гг.: по дипломатическим донесениям барона де Баранта // Французский ежегодник 2014, том 2: Франция и Восток. C. 245—278.
- Таньшина Н. П. Последняя роль Ш.-М. Талейрана: посольство в Лондоне (1830—1834 годы) // Новая и новейшая история. 2014. № 5. С. 204—220
- Таньшина Н. П. Пацифистская идея в постнаполеоновской Европе: Франсуа Гизо и Жан-Жак де Селлон // Новая и новейшая история. — 2015. — № 4. — С. 157—172.
- Таньшина Н. П. Герцогиня Доротея Дино — alter ego князя Талейрана // Новая и новейшая история. — 2015. — № 6. — С. 177—196.
- Таньшина Н. П. «Запретить банкет — значит запустить механизм революции»: о новой книге Венсана Робера // Французский ежегодник. 2016. Т. 2016. С. 355—374.
- Таньшина Н. П. Конституционализм во Франции в годы Июльской монархии: идея либерально-консервативного синтеза // Электронный научно-образовательный журнал «История». 2016. № 8 (52). С. 12.
- Таньшина Н. П. «Крым вдруг стал в моде»: Крым в путевых заметках французского дипломата Проспера де Баранта // Материалы научной конференции «Ялта 45: уроки истории. Крым в истории международных отношений в XIX—XX вв.». Ялта, 25-26 апреля 2016. Ялта, 2016.
- Таньшина Н. П. Образ Арктики и полярных экспедиций в художественной литературе // Арктика: история и современность. Материалы международной научной конференции. Санкт-Петербург, 20-21 апреля 2016 г.
- Таньшина Н. П. Теория представительного правления Франсуа Гизо // Эволюция российского и зарубежного государства и права. К 80-летию кафедры истории государства и права Уральского государственного юридического университета (1936—2016). Екатеринбург, 2016.
- Таньшина Н. П. Венская система: национальные партитуры в «европейском концерте» (к вопросу о соотношении национальных интересов и коллективной безопасности) // 200 лет Венской системе: проект и практика европейской дипломатии. Материалы IX Конвента РАМИ. М., 2016. — С. 175—188.
- Мальцев Л. А., Таньшина Н. П. Роль балтийского фактора в политических отношениях России и Франции // Балтийский регион. — 2016. — Т. 8. — № 4. — С. 104—113.
- Таньшина Н. П. «Наполеоновская легенда» во Франции в годы Июльской монархии // Новая и новейшая история. — 2016. — № 5. — С. 26-44.
- Таньшина Н. П. Средиземноморская политика Июльской монархии // Французский ежегодник 2017: Франция и Средиземноморье в Новое и Новейшее время. 2017. Т. 2017. С. 162—187.
- Таньшина Н. П. Орас Верне: художник-дипломат в диалоге между Россией Николая I и Францией Луи-Филиппа // Вопросы всеобщей истории. 2017. № 19. С. 177—186.
- Таньшина Н. П. Венская система и Венские соглашения: взгляд из Франции // Россия и современный мир. 2017. № 4 (97). С. 61-76.
- Таньшина Н. П. Антироссийские настроения во Франции в годы Июльской монархии (1830—1848) // Новая и новейшая история. — 2017. — № 4. — С. 91-108.
- Таньшина Н. П. Три взгляда на Францию 1838—1839 гг.: П. А. Вяземский, В. М. Строев, М. П. Погодин // Локус. — 2017. — № 1. — С. 72-85.
- Таньшина Н. П. Граф Ш.-А. Поццо ди Борго: корсиканец на русской службе // Актуальные проблемы новой и новейшей истории зарубежных стран. материалы ежегодной научной сессии кафедры Новой и новейшей истории. Московский педагогический государственный университет, Институт истории и политики. Москва, 2017. С. 26-4
- Таньшина Н. П. Жозеф-Поль Гемар и несостоявшаяся русско-французская арктическая экспедиция // Арктика: история и современность. Труды Второй международной научной конференции. Отв. ред. Н. И. Диденко. 2017. С. 26-34.
- Таньшина Н. П. Польский вопрос по запискам императора Николая I и графа Ш.-А. Поццо ди Борго // Новая и новейшая история. — 2018. — № 2. — С. 15-26
- Таньшина Н. П. Образ победы над наполеоновской Францией в николаевской России // Ключевские чтения-2016. Образ и смысл Победы в российской истории. Сборник. 2017. С. 135—142.
- Таньшина Н. П. Николай I: между рыцарскими идеалами и «реальной политикой» // Ключевские чтения −2016. Образ и смысл Победы в российской истории. Сборник. 2017. С. 151—156.
- Таньшина Н. П. Образ власти императора Николая I в представлениях современников-французов // Вестник РГГУ. Серия: История. Филология. Культурология. Востоковедение. 2017. № 10-1 (31). С. 92-101.
- Таньшина Н. П. Образы античности в интеллектуальном наследии Франсуа Гизо // Шаги-Steps. 2018. Т. 4. № 2. С. 68-79
- Сергеев В. В., Таньшина Н. П. Восточная Пруссия между французским «молотом» и русской «наковальней»: наполеоновский период // Вестник Балтийского федерального университета имени И. Канта. Серия: Гуманитарные и общественные науки. 2018. № 3. С. 86-93.
- Таньшина Н. П. При дворе трёх императоров: княгиня Д. Х. Ливен // Новая и новейшая история. — 2018. — № 3. — С. 102—118.
- Таньшина Н. П. К 150-летию изучения Французской революции в России: от Герье до «Новой русской школы» // Новая и новейшая история. — 2018. — № 6. — С. 118—136.
- Таньшина Н. П., Борисёнок Ю. А. Саркофаг Наполеона из «русского порфира» // Родина. — 2018. — № 5. — С. 105—109.
- Таньшина Н. П. Журнальные утки во французском меню // Родина. 2018. № 12. С. 98-101.
- Таньшина Н. П. Образ России во французской историографии второй половины XX века: рассуждения о книге Шарля Корбе // Локус: люди, общество, культуры, смыслы. — 2018. — № 1. — С. 97-109.
- Таньшина Н. П. Ш.-А. Поццо ди Борго, Э. О. Ришельё, Л. В. Рошешуар: французско-русский диалог в годы оккупации Франции союзными войсками в 1814—1818 гг. // Французский ежегодник. — М., 2018. — С. 218—239.
- Таньшина Н. П. Светотени эпохи Просвещения. Размышления о книге А. В. Чудинова «Утопии века Просвещения». М. : Интеграция: Образование и наука, 2017. 94 с // Вестник Балтийского федерального университета имени И. Канта. Серия: Гуманитарные и общественные науки. 2018. № 4. С. 83-90.
- Таньшина Н. П. История — это «великая учительница благоразумия и гражданственности, наука, совершенно необходимая…»: к вопросу о ценностно-ориентированном образовании в XXI веке // Школа будущего. 2018. № 2. С. 73-77.
- Таньшина Н. П. Русско-французский диалог в годы оккупации Франции союзными войсками. 1814—1818 гг // Французский ежегодник 2018: Межкультурные контакты в период иностранной оккупации. 2018. Т. 2018. С. 218—239.
- Таньшина Н. П. Миры Сен-Симона, открытые Андреем Гладышевым // Французский ежегодник : Межкультурные контакты в период иностранной оккупации. 2018. Т. 2018. С. 504—514.
- Таньшина Н. П. Великая французская контрреволюция // Известия Уральского федерального университета. Серия 2: Гуманитарные науки. 2018. Т. 20. № 2 (175). С. 245—251.
- Таньшина Н. П. Приглашение к диалогу // Известия Уральского федерального университета. Серия 2: Гуманитарные науки. 2018. Т. 20. № 4 (181). С. 258—265.
- Таньшина Н. П. Виктор Балабин: дипломат Николая I в Париже Луи-Филиппа // Электронный научный журнал «История». — 2018. — Вып 10 (74).
- Таньшина Н. П. В вихре гражданских войн: размышления о книге А. В. Ганина. Рец.: Ганин А. В. Повседневная жизнь генштабистов при Ленине и Троцком. М.: Кучково поле, 2016. 680 с.: ил.; 2-е изд., исп.: М.: Кучково поле, 2017. 680 с.: ил // Историческая экспертиза. 2018. № 3. С. 305—319.
- Таньшина Н. П. Здравствуй, школа! О школе молодых учёных в ГАУГН (3-7 сентября 2018 г., Москва, ГАУГН-ИВИ РАН) // Историческая экспертиза. 2018. № 4. С. 411—421.
- Барышников В. Н., Гончарова Т. Н., Таньшина Н. П. Отечественная историография по истории стран Запада: взгляд из Санкт-Петербурга // Новая и новейшая история. 2019. № 2. С. 204—207.
- Таньшина Н. П. Юбилей юбилея: итоги 200-летия Французской революции для российской и французской историографии // Новая и новейшая история. — 2019. — № 2. — С. 100—119.
- Таньшина Н. П. Наполеон Бонапарт в исторической памяти: между мифом, брендом и легендой // Новая и новейшая история. — 2019. — № 3. — С. 146—166.
- Таньшина Н. П. Секретный вояж в Россию племянника дюка Ришельё // Родина. — 2019. — № 4. — С. 106—109.
- Таньшина Н. П. Русское замужество племянницы Наполеона // Родина. — 2019. — № 10. — С. 108—111.
- Таньшина Н. П. Император Николай I vs Франция Луи-Филиппа (по дипломатической переписке барона Проспера де Баранта) // Актуальные проблемы новой и новейшей истории зарубежных стран: материалы ежегодной научной сессии кафедры новой и новейшей истории МПГУ. Выпуск II / отв. ред. А. М. Родригес-Фернандес, М. В. Пономарёв, С. Ю. Рафалюк. М.: МПГУ, 2019. — С. 41-53. — 177 с.
- Таньшина Н. П. Женские лики гражданской войны: «третье издание» Вандеи и герцогиня Беррийская // Ключевские чтения — 2018. Гражданская война и гражданский мир в исторической судьбе России. Сборник / Отв. ред. В. Е. Воронин. — М.: Издательство «Спутник +», 2019. — С. 208—214.
- Таньшина Н. П. «Забытая» Июльская монархия: к вопросу о «модных тенденциях» в историографии // Труды кафедры истории Нового и новейшего времени. — 2019. — № 19(1). — С. 155—173.
- Таньшина Н. П. Образ Российской империи французского интеллектуала Шарля де Сен-Жюльена: к вопросу о непопулярности анти-Кюстина // Чертковский исторический сборник. Материалы конференции. 2019. С. 101—114.
- Таньшина Н. П. «Наполеоновская легенда» как часть официальной идеологии Июльской монархии // Французский ежегодник 2019: Эпоха Наполеона и память о ней. 2019. Т. 2019. С. 313—329.
- Таньшина Н. П. Мишель Вовель (1933—2018). Дон Кихот Французской революции // Французский ежегодник 2019: Эпоха Наполеона и память о ней. 2019. Т. 2019. С. 386—398.
- Гелла Т. Н., Казакова О. Ю., Таньшина Н. П. Всероссийский научно—практический коллоквиум в Орле // Новая и новейшая история. 2019. № 3. С. 244—246.
- Таньшина Н. П. Наполеон Бонапарт как художественный образ: формирование «наполеоновской легенды» во французской литературе эпохи романтизма // Историческая экспертиза. 2019. № 3 (20). С. 166—187.
- Таньшина Н. П. 250 лет Наполеону Бонапарту: по следам юбилея // Историческая экспертиза. 2019. № 4 (21). С. 249—266.
- Таньшина Н. П. Есть у революции начало, нет у революции конца. О второй школе молодых учёных в ГАУГН-ИВИ РАН (2-6 сентябрь 2019 г., Москва) // Историческая экспертиза. 2019. № 4 (21). С. 368—373.
- Таньшина Н. П. «Третье издание Вандеи» или заговор герцогини Беррийской 1832 года // Новая и новейшая история. — 2020. — № 1. — С. 22-43.
- Таньшина Н. П. Крым эпохи Николая I: взгляд из Франции (по материалам Шарля де Сен-Жюльена и Адель Оммер де Гелль) // Ялта 1945: уроки истории. Сборник материалов научной конференции. 2019. С. 203—213.
- Таньшина Н. П. Наполеон — тоталитарный лидер? К вопросу об «околонаучных» дискуссиях историографии // Локус: люди, общество, культуры, смыслы. — 2020. — № 1. — С. 87-97. doi:10.31862/2500-2988-2020-1-87-97
- Таньшина Н. П. «Император Николай, безусловно, самый достойный человек в своей империи…» // Родина. — 2020. — № 4. — С. 117—120.
- Таньшина Н. П. Два генерали Патриса Генифе // Французский ежегодник: Войны и революции в Новое время. — 2020. — Т. 53. — С. 414—425.
- Таньшина Н. П. Герцогиня Мария-Каролина Беррийская — «вандейская Мария Стюарт» // Французский ежегодник: Войны и революции в Новое время. — 2020. — Т. 53. — С. 236—256.
- Таньшина Н. П. Вандея в исторической памяти и политической культуре Франции // Наука. Общество. Оборона. — 2020. — № 8(2). — С. 14.
- Таньшина Н. П. Французский легитимизм первой половины XIX в.: «бедные родственники» историографии // Электронный научно-образовательный журнал «История». — 2020. — Вып. 3 (89). — Т. 11. — С. 19.
- Таньшина Н. П. Сага о Бонапартах. Размышление о книге Пьера Бранда. Рец.: Branda P. La saga des Bonapartes. Du XVIIIe siècle à nos jours. Paris: Perrin, 2018. 480 р. // Историческая экспертиза. — № 1 (22). — С. 304—312.
- Таньшина Н. П. Пластическое безвесие или либерально-консервативный диссонанс: размышления о книге С. Р. Матвеева. Рец: Матвеев С. Р. Свобода и порядок: либеральный консерватизм Франсуа Гизо. М.: Изд. дом Высшей школы экономики, 2019. 232 с. // Историческая экспертиза. — 2020. — № 2 (23). — С. 300—310.
- Таньшина Н. П. Образ Крыма в путевых записках Поля Гибаля и Проспера де Баранта: взгляд с разницей в двадцать лет // Уваровский таврический сборник «Древности Юга Россия». Государственная публичная историческая библиотека России. Москва, 2020. С. 158—171.
- Таньшина Н. П. Образ России Николая I в представлениях французских путешественников: между русофобией и русофолией // Пространства историй и истории пространств: метаморфозы восприятия, присвоение, созидание. Материалы международной научной конференции (XVI чтения памяти профессора Николая Петровича Соколова). 2020. С. 180—186.
- Таньшина Н. П. Кнут как образ власти Российской империи (по материалам книги Жермена де Ланьи) // Всеобщая история и историческая наука в XX — начале XXI века. материалы II Международной научно-образовательной конференции: в 2 т.. Казань, 2020. С. 357—361.
- Таньшина Н. П. «Какой писатель нынче в моде?» Образы России в исторической памяти французов. // Наука. Общество. Оборона. 2021. Т. 9. № 3(28). С. 21-21. doi:10.24412/2311-1763-2021-3-21-21.
- Таньшина Н. П. Эпидемия холеры 1832 г. в Париже // Французский ежегодник 2021: Эпидемии в истории Франции / Под ред. А. В. Чудинова. — М.: ИВИ РАН, 2021. — С. 145—166.
- Таньшина Н. П. Пётр Петрович Черкасов: адвокат русско-французского диалога (К 75-летию со дня рождения) // Французский ежегодник 2021: Эпидемии в истории Франции / Под ред. А. В. Чудинова. — М.: ИВИ РАН, 2021. — С. 440—447.
- Таньшина Н. П. К. В. Нессельроде И Ш.-А. Поццо ди Борго: дипломатический тандем // Новая и новейшая история. — 2021. — № 5. — С. 71-82.
- Таньшина Н. П. Страсти по Наполеону и парящий скелет коня в Соборе Инвалидов: арт-инсталляция, провокация или надругательство над национальной историей? // Историческая экспертиза. 2021. № 3. С. 107—116.
- Таньшина Н. П. Наполеон Бонапарт как актуальное прошлое: юбилей 2021 года // Политическая жизнь Западной Европы: античность, средние века, новое и новейшее время. Вып. 15. Сборник статей участников XIII Всероссийской научной конференции (14-15 октября 2021 г.). / Отв. ред. А. Р. Панов. — Арзамас: Арзамасский филиал ННГУ, 2021. — С. 266—275.
- Таньшина Н. П. К. В. Нессельроде и Крымская война: изменник или защитник национальных интересов России? // Исторические, культурные, межнациональные, религиозные и политические связи Крыма со Средиземноморским регионом и странами Востока. Материалы V Международной научной конференции. / Сост. Н. В. Гинькут, Ю. А. Пронина. — М.:ИВ РАН, 2021. — C. 273—275. ISBN 978-5-907384-40-8

на других языках
- Tanshina N. P., Smolskaia N. B. «Magazine War» Between Russia And France: To The Origin Of Information Warfare // The European Proceedings of Social & Behavioural Sciences. — 2018. — Т. XXXV. — С. 1281.
- Tanshina N. P. Baltic Factor in Russia-France Relations // Baltic Region. — 2018. — Vol. 8. — №. 4.
- Tanchina N. P. L’Empereur Nicolas et le comte Pozzo di Borgo un regard sur la question polonaise // La Corse et les Corses dans la diplomatie. Actes du colloque d’Alata 11 et 12 mai 2018. Soteca, 2019. — P. 125—138.
- Tanchina N. P. Pozzo di Borgo et le Tzar. // Autour de Charles-Andrée Pozzo di Borgo (1764—1842). Ajaccio, 2018. — P. 57-66.
- Tanshina N. P. An other famous Corsican // Eurasian financial & economic herald. — № 3 (5) — 2018. — P. 70-73.
- Tanshina N. P. Le porphyre russe du sarcophage de Napoleon Bonaparte // Methode. — 2021. — № 26. — P. 30-37.
- Tanshina N. P. François Guizot: the Historian in Politics. // Vestnik of Saint Petersburg University. History. — 2021. — vol. 66. — № 4. —
- Tanshina N. P. La pierre de quartzite // «Le plus puissant souffle de vie…» La mort de Napoléon (1821—2021). / Sous la direction de Thierry Lentz et François Lagrange. — Paris, 2021. — Р. 249—256.
- Tanchina N. P. Le Comte Charles-André Pozzo di Borgo: le symbole de l’amitié franco-russe // Methode. — 2021. — № 27. — Р. 140—150.

### Новая Российская энциклопедия
- Таньшина Н. П. Виолле Поль Мари // Новая Российская энциклопедия. В 12 томах. редколлегия: А. Д. Некипелов (главный редактор), Ю. А. Тихомиров; научные редакторы тома: А. И. Алёшин, В. П. Буданова. — М.: «Энциклопедия», 2007. — С. 6.
- Таньшина Н. П. Волгин Вячеслав Петрович // Новая Российская энциклопедия. В 12 томах. редколлегия: А. Д. Некипелов (главный редактор), Ю. А. Тихомиров; научные редакторы тома: А. И. Алёшин, В. П. Буданова]. — М.: «Энциклопедия», 2007. — С. 152—153.
- Таньшина Н. П. Вторая республика // Новая Российская энциклопедия. В 12 томах. редколлегия: А. Д. Некипелов (главный редактор), Ю. А. Тихомиров; научные редакторы тома: А. И. Алёшин, В. П. Буданова]. — М.: «Энциклопедия», 2007. — С. 300.
- Таньшина Н. П. Галеви Алеви Эли // Новая Российская энциклопедия. В 12 томах. редколлегия: А. Д. Некипелов (главный редактор), Ю. А. Тихомиров; научные редакторы тома: А. И. Алёшин, В. П. Буданова]. — М.: «Энциклопедия», 2007. — С. 443.
- Таньшина Н. П., Фёдорова М. М. Гизо Франсуа Пьер Гийом // Новая Российская энциклопедия. В 12 томах. редколлегия: А. Д. Некипелов (главный редактор), Ю. А. Тихомиров; научные редакторы тома: А. И. Алёшин, В. П. Буданова]. — М.: «Энциклопедия», 2008. — С. 347—348.
- Таньшина Н. П. Гиольма Адольф Мари-Луи // Новая Российская энциклопедия. В 12 томах. редколлегия: А. Д. Некипелов (главный редактор), Ю. А. Тихомиров; научные редакторы тома: А. И. Алёшин, В. П. Буданова]. — М.: «Энциклопедия», 2008. — С. 355.
- Таньшина Н. П. Гиманс Хейнса Поль // Новая Российская энциклопедия. В 12 томах. редколлегия: А. Д. Некипелов (главный редактор), Ю. А. Тихомиров; научные редакторы тома: А. И. Алёшин, В. П. Буданова. — М.: «Энциклопедия», 2008. — С. 360.
- Таньшина Н. П. Голландская колониальная империя // Новая Российская энциклопедия. В 12 томах. редколлегия: А. Д. Некипелов (главный редактор), Ю. А. Тихомиров; научные редакторы тома: А. И. Алёшин, В. П. Буданова. — М.: «Энциклопедия», 2008. — С. 467.
- Таньшина Н. П. Дубчек Александр // Новая Российская энциклопедия. В 12 томах. редколлегия: А. Д. Некипелов (главный редактор), Ю. А. Тихомиров; научные редакторы тома: А. И. Алёшин, В. П. Буданова. — М.: «Энциклопедия», 2008. — С. 29.
- Таньшина Н. П. Дендельс (Дандельс) Герман Виллем // Новая Российская энциклопедия. В 12 томах. редколлегия: А. Д. Некипелов (главный редактор), Ю. А. Тихомиров; научные редакторы тома: А. И. Алёшин, В. П. Буданова. — М.: «Энциклопедия», 2008. — С. 77
- Таньшина Н. П. Дэн Сяопин // Новая Российская энциклопедия. В 12 томах. редколлегия: А. Д. Некипелов (главный редактор), Ю. А. Тихомиров; научные редакторы тома: А. И. Алёшин, В. П. Буданова. — М.: «Энциклопедия», 2008. — С. 78
- Таньшина Н. П. Дюби Жорж // Новая Российская энциклопедия. В 12 томах. редколлегия: А. Д. Некипелов (главный редактор), Ю. А. Тихомиров]; научные редакторы тома: А. И. Алёшин, В. П. Буданова. — М.: «Энциклопедия», 2008. — С. 79
- Таньшина Н. П. Дювалье Франсуа («Папа Док») // Новая Российская энциклопедия. В 12 томах. редколлегия: А. Д. Некипелов (главный редактор), Ю. А. Тихомиров; научные редакторы тома: А. И. Алёшин, В. П. Буданова. — М.: «Энциклопедия», 2008. — С. 81
- Таньшина Н. П. Дюкло Жак // Новая Российская энциклопедия. В 12 томах. редколлегия: А. Д. Некипелов (главный редактор), Ю. А. Тихомиров; научные редакторы тома: А. И. Алёшин, В. П. Буданова. — М.: «Энциклопедия», 2008. — С. 82
- Таньшина Н. П. Дюплекс Дюпле Жозеф Франсуа // Новая Российская энциклопедия. В 12 томах. редколлегия: А. Д. Некипелов (главный редактор), Ю. А. Тихомиров; научные редакторы тома: А. И. Алёшин, В. П. Буданова. — М.: «Энциклопедия», 2008. — С. 87
- Таньшина Н. П. Дюнкеркская операция // Новая Российская энциклопедия. В 12 томах. редколлегия: А. Д. Некипелов (главный редактор), Ю. А. Тихомиров; научные редакторы тома: А. И. Алёшин, В. П. Буданова. — М.: «Энциклопедия», 2008. — С. 87
- Таньшина Н. П. Дюпор Андриен Жан-Франсуа Жюль // Новая Российская энциклопедия. В 12 томах. редколлегия: А. Д. Некипелов (главный редактор), Ю. А. Тихомиров; научные редакторы тома: А. И. Алёшин, В. П. Буданова. — М.: «Энциклопедия», 2008. — С. 88-89
- Таньшина Н. П. Дюфур Дюфор Гийом Анри // Новая Российская энциклопедия. В 12 томах. редколлегия: А. Д. Некипелов (главный редактор), Ю. А. Тихомиров; научные редакторы тома: А. И. Алёшин, В. П. Буданова. — М.: «Энциклопедия», 2008. — С. 95
- Таньшина Н. П. Египетская экспедиция 1798—1801 // Новая Российская энциклопедия. В 12 томах. редколлегия: А. Д. Некипелов (главный редактор), Ю. А. Тихомиров; научные редакторы тома: А. И. Алёшин, В. П. Буданова]. — М.: «Энциклопедия», 2009. — С. 189—190.
- Таньшина Н. П. Желев Желю Митев // Новая Российская энциклопедия. В 12 томах. редколлегия: А. Д. Некипелов (главный редактор), Ю. А. Тихомиров; научные редакторы тома: А. И. Алёшин, В. П. Буданова. — М.: «Энциклопедия», 2009. — С. 267.
- Таньшина Н. П. Жемап // Новая Российская энциклопедия. В 12 томах. редколлегия: А. Д. Некипелов (главный редактор), Ю. А. Тихомиров; научные редакторы тома: А. И. Алёшин, В. П. Буданова]. — М.: «Энциклопедия», 2009. — С. 282.
- Таньшина Н. П. Женевская конвенция 1927 года // Новая Российская энциклопедия. В 12 томах. редколлегия: А. Д. Некипелов (главный редактор), Ю. А. Тихомиров; научные редакторы тома: А. И. Алёшин, В. П. Буданова. — М.: «Энциклопедия», 2009. — С. 286.
- Таньшина Н. П. Женевские протоколы 1922, 1924, 1925 // Новая Российская энциклопедия. В 12 томах. редколлегия: А. Д. Некипелов (главный редактор), Ю. А. Тихомиров; научные редакторы тома: А. И. Алёшин, В. П. Буданова. — М.: «Энциклопедия», 2009. — С. 286—287.
- Таньшина Н. П. Жерар Этьен Морис // Новая Российская энциклопедия. В 12 томах. редколлегия: А. Д. Некипелов (главный редактор), Ю. А. Тихомиров; научные редакторы тома: А. И. Алёшин, В. П. Буданова. — М.: «Энциклопедия», 2009. — С. 289.
- Таньшина Н. П. Жером (Иероним) Бонапарт // Новая Российская энциклопедия. В 12 томах. редколлегия: А. Д. Некипелов (главный редактор), Ю. А. Тихомиров; научные редакторы тома: А. И. Алёшин, В. П. Буданова. — М.: «Энциклопедия», 2009. — С. 291.
- Таньшина Н. П. Жерминальское восстание // Новая Российская энциклопедия. В 12 томах. редколлегия: А. Д. Некипелов (главный редактор), Ю. А. Тихомиров; научные редакторы тома: А. И. Алёшин, В. П. Буданова. — М.: «Энциклопедия», 2009. — С. 291.
- Таньшина Н. П. Живков Тодор Христов // Новая Российская энциклопедия. В 12 томах. редколлегия: А. Д. Некипелов (главный редактор), Ю. А. Тихомиров; научные редакторы тома: А. И. Алёшин, В. П. Буданова. — М.: «Энциклопедия», 2009. — С. 299.
- Таньшина Н. П. Жирондисты // Новая Российская энциклопедия. В 12 томах. редколлегия: А. Д. Некипелов (главный редактор), Ю. А. Тихомиров; научные редакторы тома: А. И. Алёшин, В. П. Буданова. — М.: «Энциклопедия», 2009. — С. 328—329
- Таньшина Н. П. Жозеф I Бонапарт // Новая Российская энциклопедия. В 12 томах. редколлегия: А. Д. Некипелов (главный редактор), Ю. А. Тихомиров; научные редакторы тома: А. И. Алёшин, В. П. Буданова. — М.: «Энциклопедия», 2009. — С. 333
- Таньшина Н. П. Жозефина Богарне // Новая Российская энциклопедия. В 12 томах. редколлегия: А. Д. Некипелов (главный редактор), Ю. А. Тихомиров; научные редакторы тома: А. И. Алёшин, В. П. Буданова. — М.: «Энциклопедия», 2009. — С. 333—334
- Таньшина Н. П. Жорес Жан // Новая Российская энциклопедия. В 12 томах. редколлегия: А. Д. Некипелов (главный редактор), Ю. А. Тихомиров; научные редакторы тома: А. И. Алёшин, В. П. Буданова. — М.: «Энциклопедия», 2009. — С. 338
- Таньшина Н. П. Жуо Леон // Новая Российская энциклопедия. В 12 томах. редколлегия: А. Д. Некипелов (главный редактор), Ю. А. Тихомиров; научные редакторы тома: А. И. Алёшин, В. П. Буданова. — М.: «Энциклопедия», 2009. — С. 351
- Таньшина Н. П. Жюллиан Камиль // Новая Российская энциклопедия. В 12 томах. редколлегия: А. Д. Некипелов (главный редактор), Ю. А. Тихомиров; научные редакторы тома: А. И. Алёшин, В. П. Буданова. — М.: «Энциклопедия», 2009. — С. 356
- Таньшина Н. П. Жюльен Шарль Андре // Новая Российская энциклопедия. В 12 томах. редколлегия: А. Д. Некипелов (главный редактор), Ю. А. Тихомиров; научные редакторы тома: А. И. Алёшин, В. П. Буданова. — М.: «Энциклопедия», 2009. — С. 356
- Таньшина Н. П. Заключительный протокол 1901 года // Новая Российская энциклопедия. В 12 томах. редколлегия: А. Д. Некипелов (главный редактор), Ю. А. Тихомиров; научные редакторы тома: А. И. Алёшин, В. П. Буданова. — М.: «Энциклопедия», 2009. — С. 383—384
- Таньшина Н. П. Кроканы // Новая Российская энциклопедия. В 12 томах. редколлегия: А. Д. Некипелов (главный редактор), Ю. А. Тихомиров; научный редактор тома: А. И. Алёшин, В. П. Буданова, Г. П. Мельников. — М.: «Энциклопедия», 2011. — С. 192
- Таньшина Н. П. Лабурдонне Бертран Франсуа Маэ Де // Новая Российская энциклопедия. В 12 томах. редколлегия: А. Д. Некипелов (главный редактор), Ю. А. Тихомиров; научный редактор тома: А. И. Алёшин, В. П. Буданова], Г. П. Мельников. — М.: «Энциклопедия», 2011. — С. 461
- Таньшина Н. П. Лависс Эрнест // Новая Российская энциклопедия. В 12 томах. редколлегия: А. Д. Некипелов (главный редактор), Ю. А. Тихомиров; научный редактор тома: А. И. Алешин, В. П. Буданова, Г. П. Мельников. — М.: «Энциклопедия», 2012. — С. 465
- Таньшина Н. П. Лавуа Франсуа-Мишель Летелье // Новая Российская энциклопедия. В 12 томах. редколлегия: А. Д. Некипелов (главный редактор), Ю. А. Тихомиров; научный редактор тома: А. И. Алёшин, В. П. Буданова, Г. П. Мельников. — М.: «Энциклопедия», 2011. — С. 43
- Таньшина Н. П. Ламеннэ Фелиситэ-Робер // Новая Российская энциклопедия. В 12 томах. редколлегия: А. Д. Некипелов (главный редактор), Ю. А. Тихомиров; научный редактор тома: А. И. Алёшин, В. П. Буданова, Г. П. Мельников. — М.: «Энциклопедия», 2012. — С. 42
- Таньшина Н. П. Лафарг Поль // Новая Российская энциклопедия. В 12 томах. редколлегия: А. Д. Некипелов (главный редактор), Ю. А. Тихомиров; научный редактор тома: А. И. Алёшин, В. П. Буданова, Г. П. Мельников. — М.: «Энциклопедия», 2012. — С. 150—151
- Таньшина Н. П. Леваль Жюль Луи // Новая Российская энциклопедия. В 12 томах. редколлегия: А. Д. Некипелов (главный редактор), Ю. А. Тихомиров; научный редактор тома: А. И. Алёшин, В. П. Буданова, Г. П. Мельников. — М.: «Энциклопедия», 2012. — С. 159
- Таньшина Н. П. Леви-Провансаль Эварист // Новая Российская энциклопедия. В 12 томах. редколлегия: А. Д. Некипелов (главный редактор), Ю. А. Тихомиров; научный редактор тома: А. И. Алёшин, В. П. Буданова, Г. П. Мельников. — М.: «Энциклопедия», 2012. — С. 176
- Таньшина Н. П. Ледрю-Роллен Александер Огюст // Новая Российская энциклопедия. В 12 томах. редколлегия: А. Д. Некипелов (главный редактор), Ю. А. Тихомиров; научный редактор тома: А. И. Алёшин, В. П. Буданова, Г. П. Мельников. — М.: «Энциклопедия», 2012. — С. 199
- Таньшина Н. П. Лессепс Фердинанд Мари Де // Новая Российская энциклопедия. В 12 томах. редколлегия: А. Д. Некипелов (главный редактор), Ю. А. Тихомиров; научный редактор тома: А. И. Алёшин, В. П. Буданова, Г. П. Мельников. — М.: «Энциклопедия», 2012. — С. 294
- Таньшина Н. П. Лефёвр Жорж // Новая Российская энциклопедия. В 12 томах. редколлегия: А. Д. Некипелов (главный редактор), Ю. А. Тихомиров; научный редактор тома: А. И. Алёшин, В. П. Буданова, Г. П. Мельников. — М.: «Энциклопедия», 2012. — С. 303—304
- Таньшина Н. П. Лионские восстания // Новая Российская энциклопедия. В 12 томах. редколлегия: А. Д. Некипелов (главный редактор), Ю. А. Тихомиров; научный редактор тома: А. И. Алёшин, В. П. Буданова, Г. П. Мельников. — М.: «Энциклопедия», 2012. — С. 417
- Таньшина Н. П. Луи Филипп // Новая Российская энциклопедия. В 12 томах. редколлегия: А. Д. Некипелов (главный редактор), Ю. А. Тихомиров; научный редактор тома: А. И. Алёшин, В. П. Буданова, Г. П. Мельников. — М.: «Энциклопедия», 2012. — С. 50
- Таньшина Н. П. Марат Жан Поль // Новая Российская энциклопедия. В 12 томах. редколлегия: А. Д. Некипелов (главный редактор), Ю. А. Тихомиров; научный редактор тома: А. И. Алёшин, В. П. Буданова, Г. П. Мельников. — М.: «Энциклопедия», 2012. — С. 411.
- Таньшина Н. П. Маренго // Новая Российская энциклопедия. В 12 томах. редколлегия: А. Д. Некипелов (главный редактор), Ю. А. Тихомиров; научный редактор тома: А. И. Алёшин, В. П. Буданова, Г. П. Мельников. — М.: «Энциклопедия», 2012. — С. 422
- Таньшина Н. П. Мария-Антуанетта // Новая Российская энциклопедия. В 12 томах. редколлегия: А. Д. Некипелов (главный редактор), Ю. А. Тихомиров]; научный редактор тома: А. И. Алёшин, В. П. Буданова, Г. П. Мельников. — М.: «Энциклопедия», 2012. — С. 441
- Таньшина Н. П. Мармон Огюст Фредерик Луи Винес // Новая Российская энциклопедия. В 12 томах. редколлегия: А. Д. Некипелов]] (главный редактор), Ю. А. Тихомиров; научный редактор тома: А. И. Алёшин, В. П. Буданова, Г. П. Мельников. — М.: «Энциклопедия», 2012. — С. 464—465
- Таньшина Н. П. Марокканские кризисы // Новая Российская энциклопедия. В 12 томах. редколлегия: А. Д. Некипелов (главный редактор), Ю. А. Тихомиров; научный редактор тома: А. И. Алёшин, В. П. Буданова, Г. П. Мельников. — М.: «Энциклопедия», 2012. — С. 465
- Таньшина Н. П. Масперо Анри // Новая Российская энциклопедия. В 12 томах. главные редакторы: В. И. Данилов-Данильян, А. Д. Некипелов. — М.: «Энциклопедия», 2012. — С. 52
- Таньшина Н. П. Мезере Франсуа Эд Де // Новая Российская энциклопедия. В 12 томах. главные редакторы: В. И. Данилов-Данильян, А. Д. Некипелов. — М.: «Энциклопедия», 2012. — С. 171.
- Таньшина Н. П. Мелье Жан // Новая Российская энциклопедия. В 12 томах. главные редакторы: В. И. Данилов-Данильян, А. Д. Некипелов. — М.: «Энциклопедия», 2012. — С. 234
- Таньшина Н. П. Минье Франсуа Огюст Мари // Новая Российская энциклопедия. В 12 томах. главные редакторы: В. И. Данилов-Данильян, А. Д. Некипелов. — М.: «Энциклопедия», 2012. — С. 450
- Таньшина Н. П. Мирабо Оноре Габриэль Рикети // Новая Российская энциклопедия. В 12 томах. главные редакторы: В. И. Данилов-Данильян, А. Д. Некипелов. — М.: «Энциклопедия», 2012. — С. 455

### Научная редакция
- Диллон Г.-Л.[англ.] Мемуары маркизы де Ла Тур дю Пен / пер. с фр. И. В. Шубиной; науч ред Н. П. Таньшина. — СПб: Нестор-История, 2020. — 574, [1] с. ISBN 978-5-4469-1685-6 400 экз.